# 青春ミラー(キミを想う長い午後)
『青春ミラー(キミを想う長い午後)』（せいしゅんみらー きみをおもうながいごご）は、日本のロックバンド、ザ・コレクターズ(THE COLLECTORS)のメジャー17作目のオリジナル・アルバム。

## 概要
前作『東京虫BUGS』から約2年4ヶ月ぶりのアルバム。メンバーである古市コータローは、前作から今作のリリースまでの期間について、「ある意味、『東京虫BUGS』をプロモーションする2年だったよ。 」と語る。
日本コロムビアによるザ・コレクターズの公式ページで、収録曲が視聴可能である。

## 収録曲
- 全曲作詞・作曲：加藤ひさし　／　編曲：吉田仁

1. 青春ミラー(キミを想う長い午後)
2. 明るい未来を
3. エコロジー
4. トランポリン
5. Cold Sleeper
6. ラブ・アタック
7. ライ麦畑の迷路の中で
8. twitter
9. 孤独な素数たち
10. forever and ever
11. 今が最高！
12. イメージ・トレーニング